# Alexa Internet
Alexa Internet, Inc. a fost o companie de analiză a traficului web cu sediul în San Francisco, California. A fost fondată ca o companie independentă de Brewster Kahle în 1996 și furniza date despre traficul web, clasamente globale și alte informații despre peste 30 de milioane de site-uri web. A fost achiziționată de Amazon în 1999 pentru 250 de milioane de dolari în acțiuni. Amazon a întrerupt serviciul Alexa Internet la 1 mai 2022.
Alexa estima traficul site-urilor web pe baza unui eșantion de milioane de utilizatori de internet care foloseau extensii de browser, precum și a datelor colectate de pe site-urile care alegeau să instaleze un script Alexa.

## Istoric
Alexa Internet a fost fondată în aprilie 1996 de Brewster Kahle și Bruce Gilliat. Numele companiei a fost ales ca un omagiu adus Bibliotecii din Alexandria. Alexa a oferit inițial o bară de instrumente care sugera utilizatorilor unde să navigheze în continuare, pe baza tiparelor de trafic ale comunității sale. De asemenea, furniza informații despre fiecare site vizitat, inclusiv date despre înregistrare, numărul de pagini, legăturile către acesta și frecvența actualizărilor.
Alexa a introdus „răsfoirea” și analiza paginilor web printr-un program automatizat numit „web crawler”. Această bază de date a stat la baza creării Internet Archive, accesibil prin Wayback Machine. În 1998, Alexa a continuat să furnizeze Internet Archive cu date colectate prin crawling.
În 1999, compania a fost achiziționată de Amazon pentru aproximativ 250 de milioane de dolari în acțiuni Amazon.
În anul 2002, Alexa a început un parteneriat cu Google și cu directorul web Curlie în ianuarie 2003.
În decembrie 2005, Alexa a deschis facilitățile de web crawling pentru programe terțe printr-un set de servicii și API-uri. Acestea puteau fi folosite pentru a construi motoare de căutare.
În mai 2006, Google a fost înlocuit de Windows Live Search ca furnizor de rezultate de căutare.
În decembrie 2006, Amazon a lansat Alexa Image Search, prima aplicație majoră construită pe platforma web.
Din 26 ianuarie 2009, serviciul Alexa Web Search a fost întrerupt.
Pe 31 martie 2009, Alexa a introdus metrici de trafic web, precum:
- numărul mediu de pagini vizualizate de un utilizator
- rata de respingere (procentul de utilizatori care părăsesc pagina imediat)
- timpul petrecut pe site
- date demografice despre utilizatori
- analiza fluxului de clicuri
- statistici despre traficul motoarelor de căutare

Pe 6 noiembrie 2014, Amazon anună asistentul virtual, Amazon Alexa.
Serviciul de analiză a traficului web a fost închis pe data de 1 mai 2022. Domeniul alexa.com este acum o pagină de destinație pentru produsele Amazon Alexa.